# Don Rosa

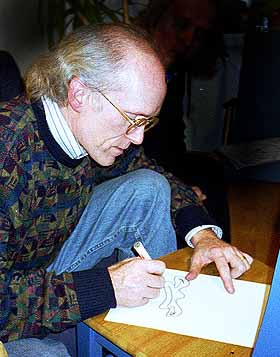
Keno Don Hugo Rosa.

Keno Don Hugo Rosa (Louisville, Kentucky, 29 de junio de 1951) es un ilustrador estadounidense que trabaja para Disney.
Su trabajo más conocido es The Life and Times of Scrooge McDuck.
Es considerado el mejor artista de «patos» de los cómics de Disney después de Carl Barks.
En casi todas sus historias se puede encontrar una dedicatoria a Carl Barks, quien ha sido su inspiración para cada viñeta, como Don Rosa mismo ha dicho. La dedicatoria (D.U.C.K.) generalmente se encuentra semi-escondida en la primera página y en el primer cuadro de cada historia. D.U.C.K. es la abreviación de: Dedicated to Unca Carl from Keno. (Dedicado al tío Carl de Keno). Además, duck en inglés significa pato.

## Curiosidades
Trabajó en conjunto con el tecladista y compositor de la banda finlandesa Nightwish (Tuomas Holopainen) en la obra musical solista llamada "The Life and Times of Scrooge", en la cual realizó el arte de tapa y colaboró con el concepto del álbum.

## Premios
- 1997 Premio Haxtur a la Mejor Historia Corta por La Quimera del oro en el Salón Internacional del Cómic del Principado de Asturias Gijón.